# ورنر جنسن
ورنر جنسن (انگلیسی: Werner Janssen؛ ۱ ژوئن ۱۸۹۹ – ۱۹ سپتامبر ۱۹۹۰) یک رهبر ارکستر، و آهنگساز اهل ایالات متحده آمریکا بود.